# Campaña contra los marsios

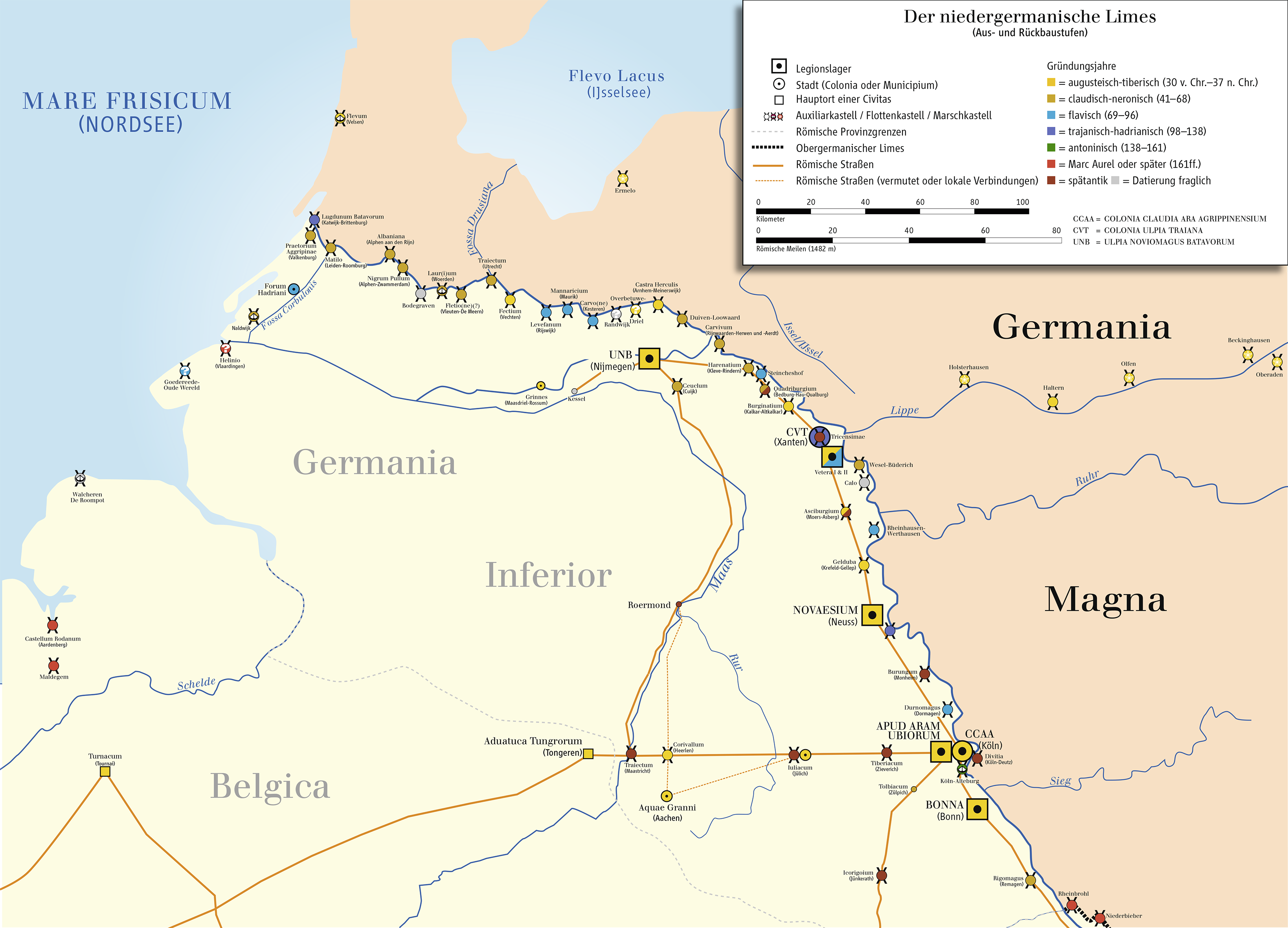
Mapa del limes germánico en el que aparecen los campamentos legionarios y fuertes auxiliares en Germania Inferior.

La primera campaña contra los alemanes, también llamada Campaña contra los marsios, fue una campaña militar librada en enero del año 15 d. C. por el general romano Germánico Julio César. 

## Causas y desarrollo
La campaña fue consecuencia de la obligación de satisfacer el donativum prometido a las legiones, que Germánico les pagó de su propio bolsillo. A las ocho legiones se les dio dinero, aunque no lo exigieran y, como consecuencia, los ejércitos de los distritos militares de Germania Superior y Germania Inferior volvieron al orden. 
Parecía prudente satisfacer a los ejércitos, pero Germánico Julio César dio un paso más; en un intento por asegurar la lealtad de sus tropas, los guio en una incursión contra los marsios, un pueblo germano en el río Ruhr. Germánico masacró los poblados marsios que encontró y saqueó el territorio circundante. En el camino de regreso a sus cuarteles de invierno en Castra Vetera, atravesaron con éxito a través del territorio de las tribus enemigas como los brúcteros, tubantes y usipetes, entre los marsios y el Rin.
Mientras tanto en Roma, Tiberio instituyó el colegio de los Sodales Augustales, un sacerdocio para el culto al divino Augusto, del que Germánico fue hecho miembro. Cuando llegaron noticias de su incursión, Tiberio conmemoró sus servicios en el Senado con elaborados, pero insinceros elogios: los procedimientos le dieron la alegría de que el motín había sido suprimido, pero la ansiedad por la gloria y la popularidad otorgada a Germánico. El Senado, en ausencia de Germánico, votó que se le diera un triunfo. El voto del Senado del triunfo de Germánico data del 1 de enero de 16. Ovidio Fasti fecha el voto del Senado del triunfo de Germánico al 1 de enero de 17.